# I robot conquistano il mondo
I robot conquistano il mondo (Robot Holocaust) è un film del 1986 diretto da Tim Kincaid.
È una pellicola fantascientifica postapocalittica che è stata definita "involontariamente comica", prodotta sulla scia del successo del film Terminator del 1984.

## Trama
In un futuro devastato dalle bombe atomiche causate dai robot, e dove questi esseri rendono schiavi gli uomini, un gruppo di ribelli, guidato da Neo, cercano di liberare la terra dal malvagio dottor Dark One.

## Distribuzione
Fu distribuito dall'Empire di Charles Band, che alcune filmografie citano come produttore esecutivo non accreditato.

## Critica
La maggior parte dei commentatori si trova d'accordo nel definire il film una pellicola involontariamente comica.»
(Fantafilm)